# Vejen Kommune
Vejen Kommune ist eine dänische Kommune in Jütland. Sie entstand am 1. Januar 2007 im Zuge der Kommunalreform durch Vereinigung der „alten“ Vejen Kommune mit der bisherigen Kommune Rødding im Sønderjyllands Amt sowie den Kommunen Brørup und Holsted im Ribe Amt.
Vejen Kommune besitzt eine Gesamtbevölkerung von 42.924 Einwohnern (Stand 1. Januar 2023) und eine Fläche von 813,70 km². Sie ist Teil der Region Syddanmark. Der Sitz der Verwaltung ist in Vejen. Die Kommune arbeitet innerhalb der Region Trekantområdet mit fünf benachbarten Kommunen zusammen.

## Kirchspielsgemeinden und Ortschaften in der Kommune
Auf dem Gemeindegebiet liegen die folgenden Kirchspielsgemeinden (dän.: Sogn) und Ortschaften mit über 200 Einwohnern  (byområder (dt.: „Stadtgebiete“) nach Definition der Statistikbehörde); Einwohnerzahl am 1. Januar 2023, bei einer eingetragenen Einwohnerzahl von Null hatte der Ort in der Vergangenheit mehr als 200 Einwohner:
| Nr. | Sogn              | Einwohner | Ortschaft        | Einwohner |
| --- | ----------------- | --------- | ---------------- | --------- |
| 14  | Andst Sogn        | 1.509     | Store Andst      | 798       |
| 12  | Askov Sogn        | 3.013     | Askov            | 1856      |
| 06  | Brørup Sogn       | 4.081     | Brørup           | 4593      |
| 03  | Bække Sogn        | 1.575     | Bække            | 1040      |
| 10  | Folding Sogn      | 1.650     |                  |           |
| 09  | Føvling Sogn      | 816       | Føvling (a)      | < 200     |
| 08  | Gesten Sogn       | 1.525     | Gesten           | 898       |
|     | Gørding Sogn      | 2.563     |                  |           |
| 16  | Hjerting Sogn     | 265       |                  |           |
| 05  | Holsted Sogn      | 2.023     | Holsted          | 3066      |
| 21  | Jels Sogn         | 2.579     | Jels             | 2002      |
| 02  | Lindknud Sogn     | 833       | Lindknud Hovborg | 418 382   |
| 15  | Lintrup Sogn      | 723       | Lintrup (a)      | 202       |
| 07  | Læborg Sogn       | 692       |                  |           |
| 11  | Malt Sogn         | 571       |                  |           |
| 20  | Rødding Sogn      | 3.306     | Rødding          | 2784      |
| 18  | Skodborg Sogn     | 1.814     | Skodborg         | 1271      |
| 17  | Skrave Sogn       | 489       |                  |           |
| 19  | Sønder Hygum Sogn | 941       | Sønder Hygum     | 440       |
| 04  | Veerst Sogn       | 549       |                  |           |
| 13  | Vejen Sogn        | 9.355     | Vejen            | 10.206    |
| 01  | Åstrup Sogn       | 1.231     | Glejbjerg        | 667       |
| 22  | Øster Lindet Sogn | 757       | Øster Lindet     | 408       |